# Takenouchi no Sukune
Takenouchi no Sukune (武内宿禰, 建内宿禰?), también llamado Takeshiuchi no Sukune o Takeuchi no Sukune (nacido en el año 14 del reinado del Emperador Keikō - fallecido en el año 55 del reinado del Emperador Nintoku) fue un estadista y héroe legendario japonés, cuya vida se reseña de primera mano en las crónicas históricas Kojiki y Nihonshoki, escritas en el siglo VIII. Fue consejero de cinco emperadores, ancestro común de 28 clanes japoneses y uno de los que propulsó la invasión punitiva a Corea por parte de la Emperatriz Consorte Jingū en el siglo III.

## Biografía

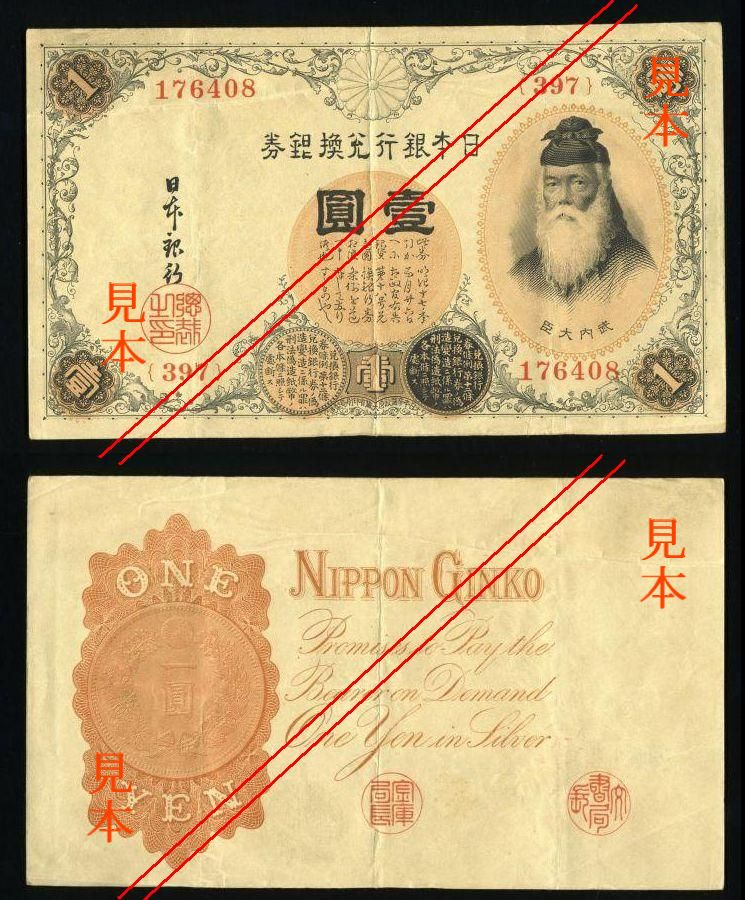
Billete de un yen con un dibujo representativo atribuido a Takenouchi no Sukune en su anverso.

Según las crónicas japonesas, fue hijo del príncipe Yanushioshiotakeokokoro no mikoto y de la princesa Kagehime, y además nieto del príncipe imperial Hikofutōshimakoto no mikoto, hijo del Emperador Kōgen. Llegó a vivir más de 280 años gracias a que bebía diariamente de un pozo sagrado; y fue consejero de cinco emperadores legendarios: Keikō (71-130), Seimu (131-190), Chūai (192-200), Ōjin (270-310) y Nintoku (313-399), así como de la Emperatriz Consorte Jingū (209-269).
En el año 25 del reinado de Keikō, lideró una campaña militar al noreste de Japón, logrando dominar a varios pueblos Ezo. En el año 3 del reinado de Seimu, fue nombrado como el primer gran ministro (大臣 Ōomi?). Durante el año 9 del reinado de Jingū, se convirtió en uno de los que inspiró a la emperatriz consorte en la invasión de los Tres Reinos de Corea. Según la leyenda, Takenouchi no Sukune sirvió como consejero imperial por 244 años. También fue reconocido como saniwa, un médium espiritual que recibía oráculos divinos.
Tuvo siete hijos varones y dos mujeres: Hatayashiro no Sukune (ancestro del clan Hata), Kosenookara no Sukune (ancestro del clan Kose), Soganoishikawa no Sukune (ancestro del clan Soga), Hegurinotsuku no Tsukune (ancestro del clan Heguri), Kinotsuno no Sukune (ancestro del clan Ki), Kumenomaitohime, Nonoirohime, Kazuraki no Sotsuhiko (ancestro del clan Katsuragi) y Wakugo no Sukune.

## Legado
En el sintoísmo, Takenouchi no Sukune es venerado como un kami en el Santuario Ube, distrito de Iwami, prefectura de Tottori, al igual que en los santuarios locales dedicados a Hachiman.
La figura de Takenouchi no Sukune apareció en cinco billetes de yen japonés:
- Primer billete de un yen de plata convertible (1889-1958)
- Primer billete de cinco yenes (1899-1939)
- Tercer billete de cinco yenes (1916-1939)
- Segundo billete de un yen (1943-1958)
- Segundo billete de 200 yenes (1945-1946)

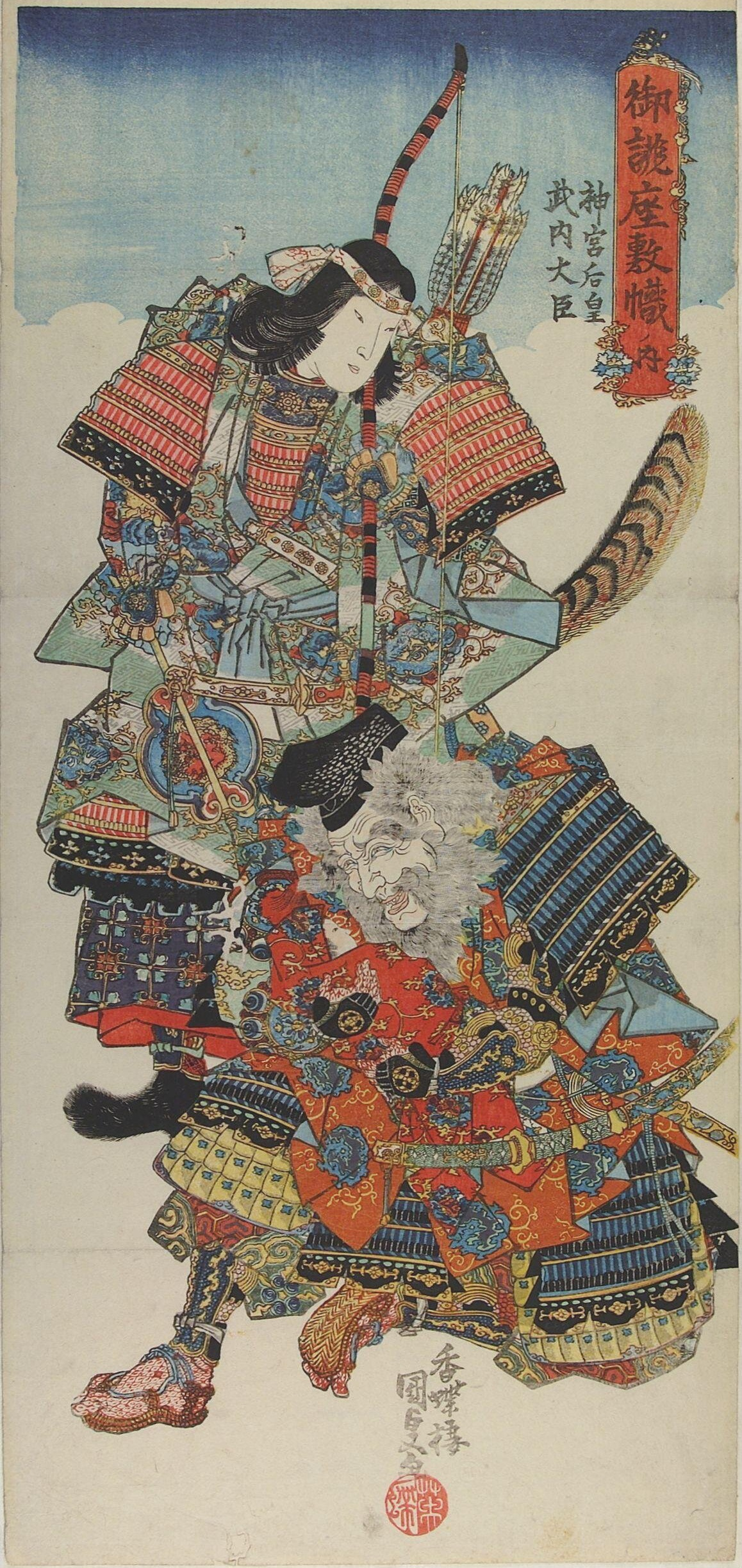
La Emperatriz Consorte Jingū (arriba) junto con Takenouchi (abajo).
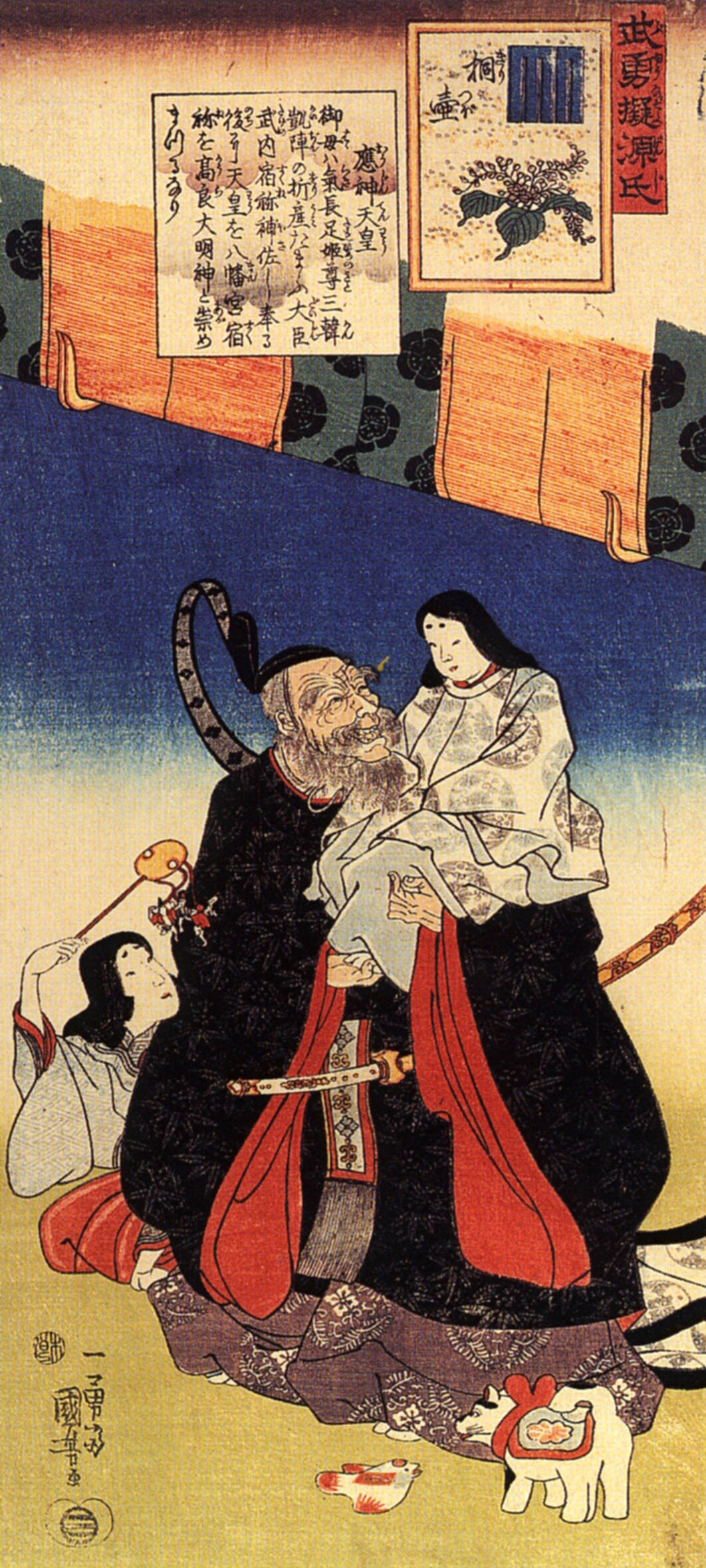
El ministro Takeuchi cargando al infante Emperador Ōjin. Impresión de Utagawa Kuniyoshi
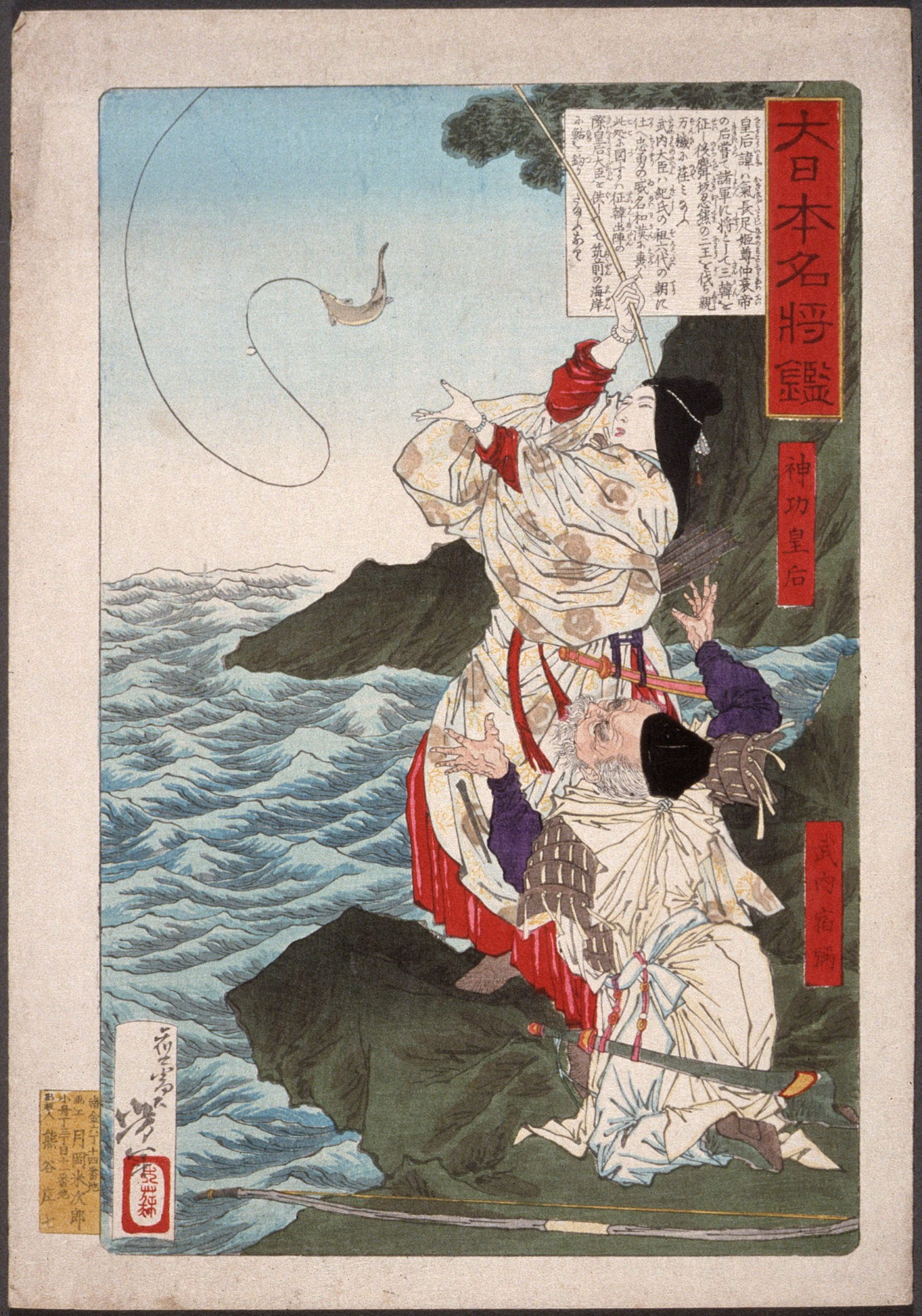
La Emperatriz Consorte Jingū y Takenouchi pescan en Chikuzen. Impresión de Tsukioka Yoshitoshi  (1876)
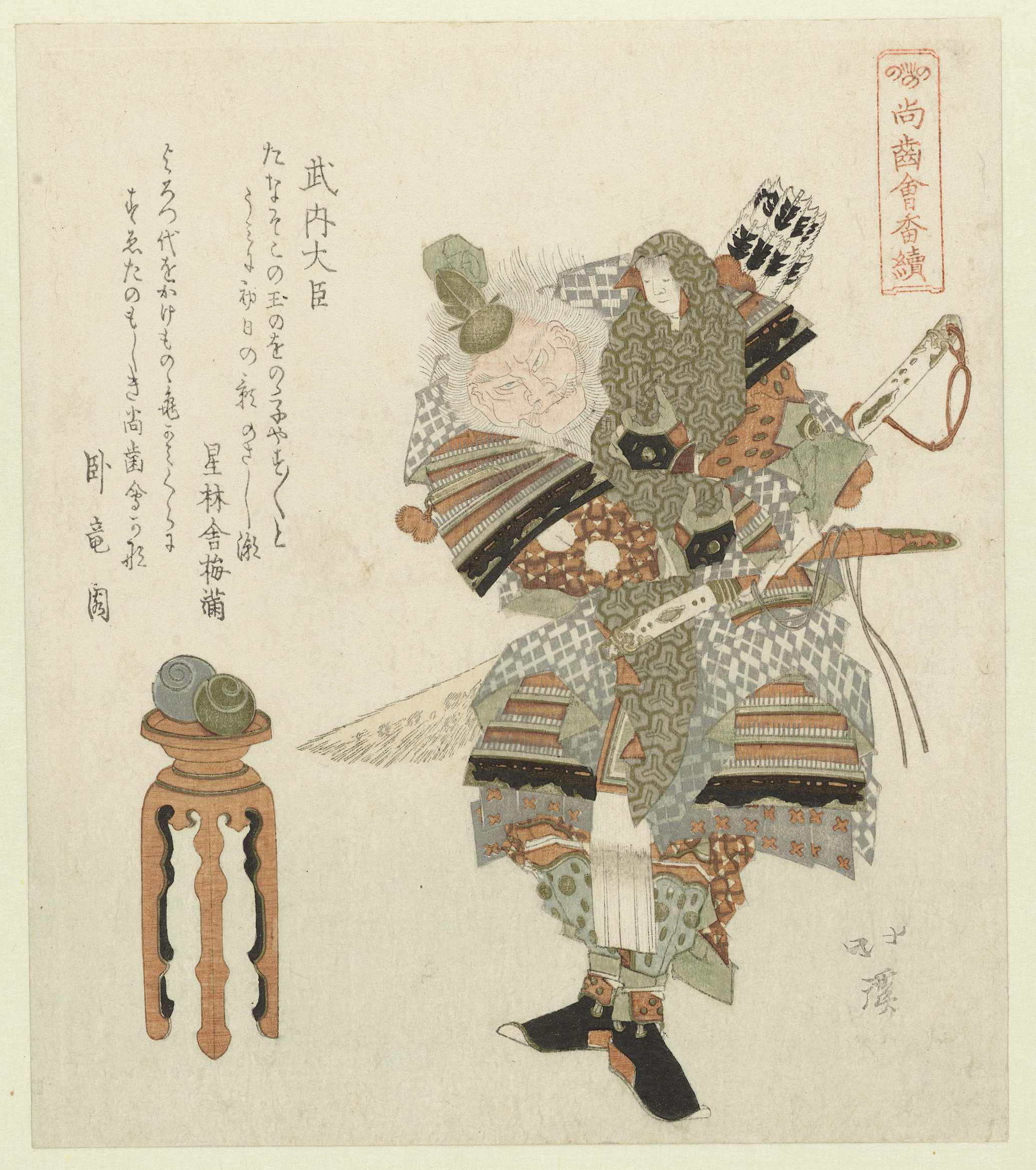
El regente Takeuchi no Sukune. Impresión de Totoya Hokkei (1822)